# Modélisme naval

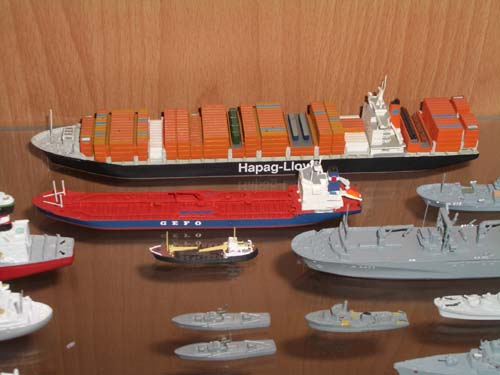
Plusieurs types de navires statiques.

Le modélisme naval, ou nautique, a pour objet la réalisation, et parfois l’utilisation, de maquettes de bateaux. Il propose des maquettes sous verre (bouteilles ou dioramas), des maquettes de bateaux anciens reproduites rigoureusement (modélisme d'arsenal), un modélisme statique plus simple et du modélisme dynamique, généralement radiocommandé.

## Maquettes de bateaux sous verre
Un bateau en bouteille est une maquette de navire enfermée dans une bouteille de verre, servant d'objet de décoration. Très courantes au début du XXe siècle, ces représentations étaient souvent le témoignage d'un marin qui souhaitait montrer à son entourage les navires sur lesquels il avait navigué.
Plusieurs maquettes de bateaux sont parfois regroupées dans un diorama, à décor maritime, qui les protège.

## Le modélisme d'arsenal

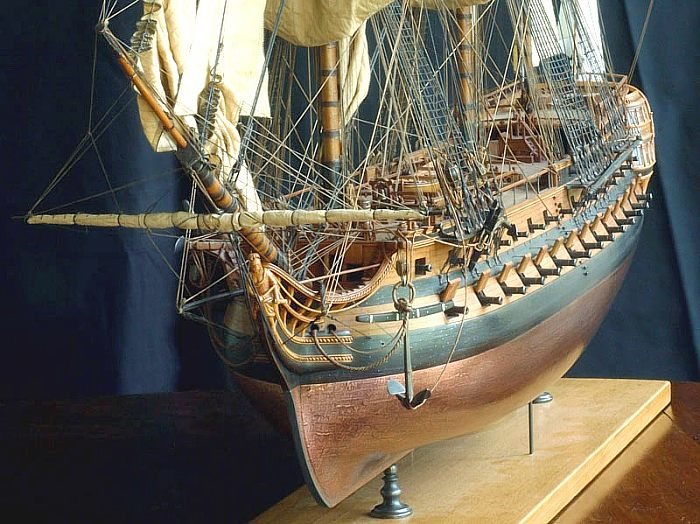
Vaisseau de 74 canons, 1780, par Jacques Fichant.

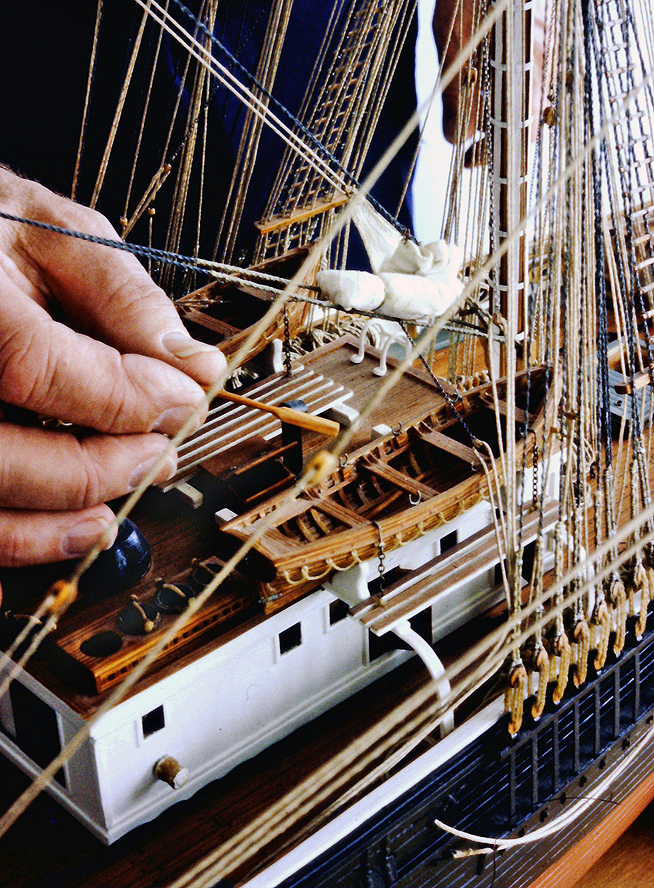
Détail sur un voilier.

Considéré comme le sommet de l'art du modélisme naval, le modélisme d'arsenal oblige le modéliste à respecter dans les moindres détails non seulement l'apparence du navire, mais également les méthodes de construction des différents éléments constituant le navire : charpente, vaigrage, aménagement intérieur, gréement, en allant jusqu'à reproduire les techniques et artifices de montage et d'assemblage du modèle d'origine, tels que mortaises et tenons, encastrements des pièces, goujons et goupilles, calfatage des ponts, fourrage des cordages...
Le modéliste d'arsenal trouve son plaisir dans la fabrication, au plus près du modèle d'origine, de toutes les pièces entrant dans la composition de son modèle, allant jusqu'à débiter son propre bois à partir de rondins, et fabriquant lui-même ses cordages aux diamètres adéquats.
Cette activité nécessite de rechercher des sources d'information fiables dans les archives locales, régionales, nationales et internationales.

## Modélisme naval statique

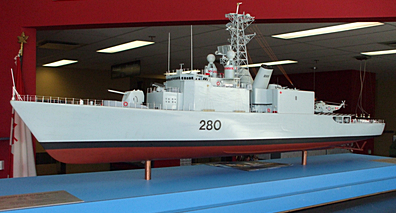
Maquette statique du destroyer le de la Marine royale canadienne.

Dans le grand public, le modélisme naval passe souvent par des maquettes en plastique de dimensions limitées, quelques dizaines de centimètres au plus. Qui représentent toutes les formes possibles de véhicules nautiques avec une prédilection mesurable pour les navires de surface des flottes militaires contemporaines.
Certains amateurs passionnés pratiquent leur hobby autour de maquettes statiques en bois de navires de surface généralement anciens (principalement des navires du XVe au XVIIIe siècle). Un des enjeux de l'expertise dans ce domaine est la reproduction d'une foule de détails au niveau aussi bien des équipements de pont que du gréement (l'ensemble des mats, espars, haubans, et des poulies). Une activité qui, quelle que soit l'échelle de reproduction adoptée, demande des « doigts de fée ».
On peut distinguer plusieurs niveaux de difficulté croissante dans ce type de modélisme :

### Lekit
Modèles vendus en boîte.
 Les boîtes contiennent normalement toutes les pièces nécessaires, prédécoupées, y compris l'accastillage en bois ou en métal coulé, et y compris parfois, surtout pour les modèles pour débutant, les accessoires tels que peinture, voire pinceau, tube de colle, papier de verre... Ces modèles sont assez rapides à monter, mais pêchent généralement par une approche simplifiée de nombre de détails, ou une conformité toute relative vis-à-vis du modèle original.

### Lekit-bashing
Amélioration des kits commerciaux.
 Ce modélisme est basé sur les kits, mais le modéliste modifie le contenu du modèle fourni, en refabriquant certaines pièces, en y ajoutant d'autres, en complétant et en précisant le niveau de finition du modèle grâce à des informations recueillies par ailleurs, tels que les plans disponibles auprès du Musée de la marine.

### Lescratch

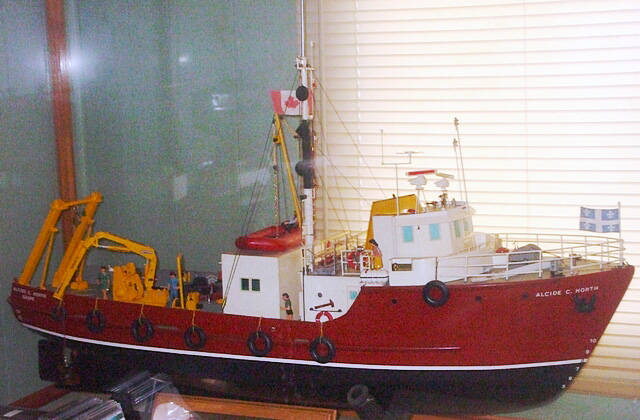
Maquette du Alcide C. Horth au 1:24 fait à partir des plans, plus de 1000 heures de plaisir.

De l'anglais scratchbuilt  fait à la main, ou modélisme sur plan. Avec un peu d'expérience, le modéliste passionné peut se mettre à faire des modèles en scratch (littéralement : à partir de rien). Il suffit pour débuter de se procurer un plan du modèle, ou mieux une monographie du navire à construire, des planchettes de bois de différentes épaisseurs, un couteau à lame rétractable (cutter), une scie à chantourner manuelle et du papier de verre. Avec l'expérience, l'acquisition de machines électriques permettra de sophistiquer le travail. Le modélisme d’arsenal constitue la forme la plus rigoureuse de cette technique.

## Modélisme naval radiocommandé
Cette catégorie se découpe en réalité en quatre sous catégories distinctes, toutes navigantes :
1. Les modèles reproduction d'un modèle existant ou ayant existé mais pouvant aussi être imaginaire.
2. Les modèles de vitesse, à motorisation électrique ou à moteur thermique.
3. Les bateaux à voile c’est-à-dire dont la force de propulsion principale est le vent.
4. Les navires à vapeur.

Ces différents modèles sont soit réalisés de toutes pièces en partant de plans de construction et réalisés en bois, ou en tissu de verre plus résine et/ou carbone suivant les types de modèles, soit achetés en kit à construire, en boite, soit plus rarement déjà finis, une nouvelle mode chez certains fabricants.
Chaque sous-catégorie étant bien sûr distincte des autres, car dans chacune d'elles, l'on retrouve encore des différences, comme la voile radiocommandée par exemple, qui comprend aussi bien des maquettes que des bateaux de course, totalement différents, avec des règles de construction bien précises (jauge) pour les modèles qui font des compétitions.
Le modélisme naval radiocommandé recouvre tout ce qui navigue à l'aide d'une radio commande. Les dimensions (indépendamment de l'échelle) sont souvent comprises entre 40 cm (en dessous la stabilité du bateau est difficile à garantir sauf sur un plan d'eau anormalement calme) et deux mètres (le transport devient difficile au-delà). Tous les types de navires sont alors reproduits. Les voiliers de toute taille (de 50 cm à 2 m) peuvent mêler la passion d'une reproduction attentive avec un maniement technique qui varie suivant le nombre de fonctions que le modéliste a choisi d'avoir sur son modèle : pour les voiliers simples deux voies suffisent (voiles et gouvernail), pour d'autres plus compliqués, des fonctions supplémentaires sont ajoutées pour gérer (entre autres) un génois ou gennaker, une quille pivotante, des bastaques, etc.).
Voici quelques exemples de classe de voiliers : la classe 1 mètre pour les voiliers de 1M, la classe M (voiliers de 1,27 m), la Classe 2M (trimarans de 2 mètres) qui sont des jauges officielles, reconnues par les Fédérations de modélisme naval françaises (FFMN, FFV) et internationales (ISAF). Les autres jauges sont purement amicales et n'ont aucune valeur officielle...(comme la classe RG65 (catégorie pour des voiliers de 65 cm) par exemple) ;
Plus rarement, on observe la reproduction de sous-marins dont les modèles peuvent être radiocommandés tout en restant capables de plonger en statique ou en dynamique. Cette pratique reste limitée par deux facteurs principaux :
- L'eau s'oppose relativement efficacement à la transmission des ondes et limite les possibilités de la commande à distance. La portée radio en eau douce se limite à 3 ou 4 mètres de profondeur. En eau salée, la portée radio est quasiment nulle.
- La navigation sous-marine est très risquée en modèle réduit où les obstacles naturels (algues, herbes, bois coulé, rochers, etc.) peuvent poser des problèmes. On préfère souvent la navigation en piscine ou dans un plan d'eau bien connu et pas trop profond.

## Principales marques de fabricants de modèles

### Modèles navigants radiocommandés
- Graupner
- Robbe
- Mantua
- Harbor models Californie, États-Unis
- Model Slipway, Royaume-Uni
- Amati
- Traxxas
- Soclaine
- Billing Boats, Danemark (finitions très détaillées)
- CAP Maquettes France
- Joysway

### Accastillage et Accessoires
- CAP Maquettes
- Billing Boats
- Graupner
- Robbe
- Rivabo (hélices en métal)

### Modèles statiques

#### Modèles bois
- Amati Modellismo
- Bateaux miniatures Leclerc, Québec, Canada
- Blue Jacket, Maine États-Unis
- Harbor models Californie, États-Unis
- Artesania Latina
- Billing Boats
- Constructo
- Kiade maquettes
- Mantua
- Soclaine
- Dusek
- Master Korabel
- OcCre
- Woody Joe
- Disarmodel
- Model Shipways

#### Modèles plastiques
- Heller
- Lindberg
- Trumpeter
- Revell (entreprise)
- Tamiya

#### Modèles Carton
- Course de bateaux en carton
- Vessel Company - Shipyard

## Documentation /Plans
Une bonne maquette ne peut se faire sans une sérieuse documentation. Celle-ci est souvent disponible, sous forme de livres, revues, plans ou sur le net.

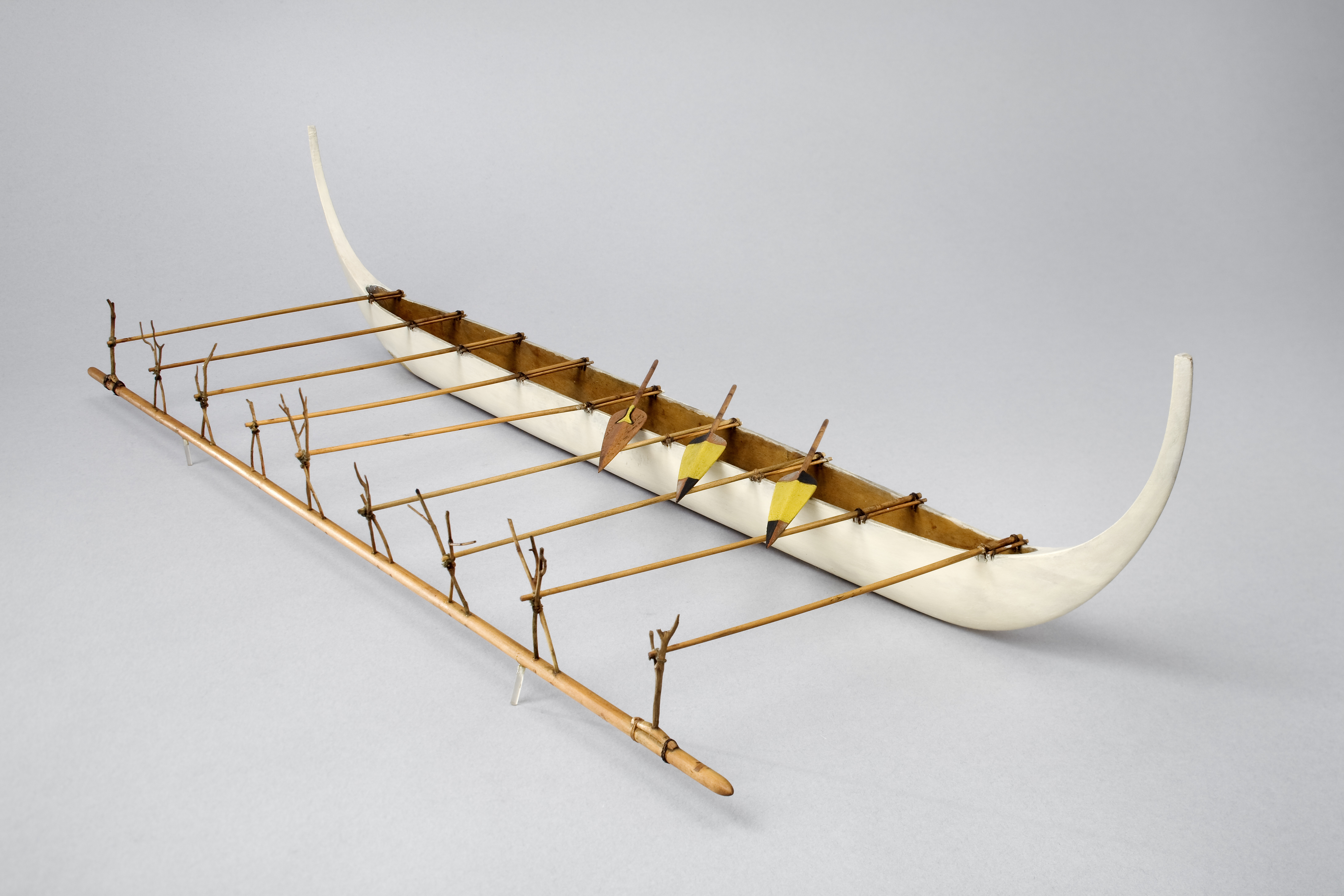
Maquette d'une pirogue du Hâvre-Carteret (Nouvelle-Irlande), réalisé en 1841 par l'atelier de maquettistes du musée naval (ancêtre du Musée de la Marine), sous la direction d'Apollinaire Lebas, conservateur du musée, et de François-Edmond Pâris, d'après les plans de ce dernier.

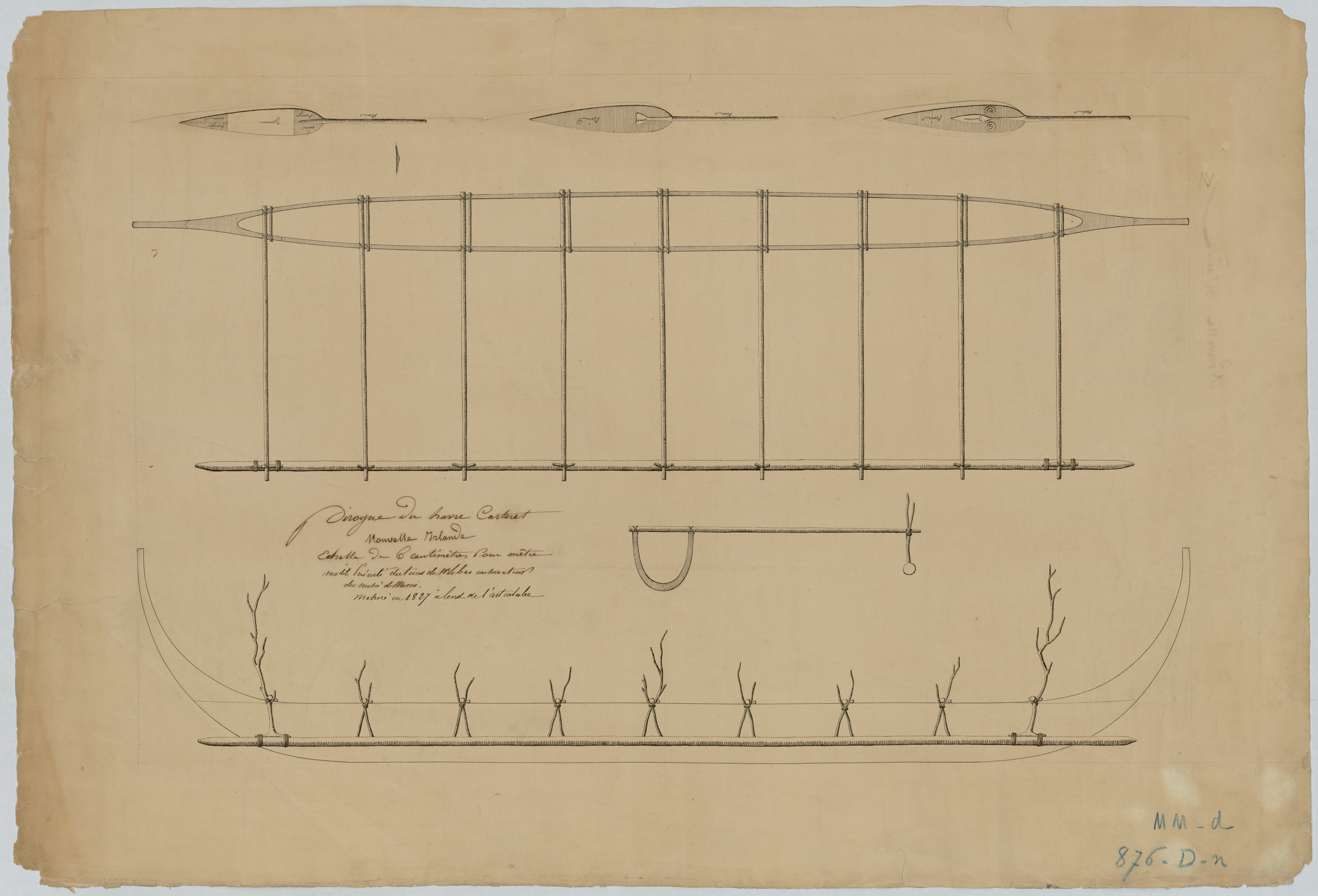
Plan réalisé en 1827 par François-Edmond Pâris lors de son voyage à bord de l'Astrolabe, d'après ses relevés faits sur une pirogue du Hâvre-Carteret (Nouvelle-Irlande).